# Polär ringgalax

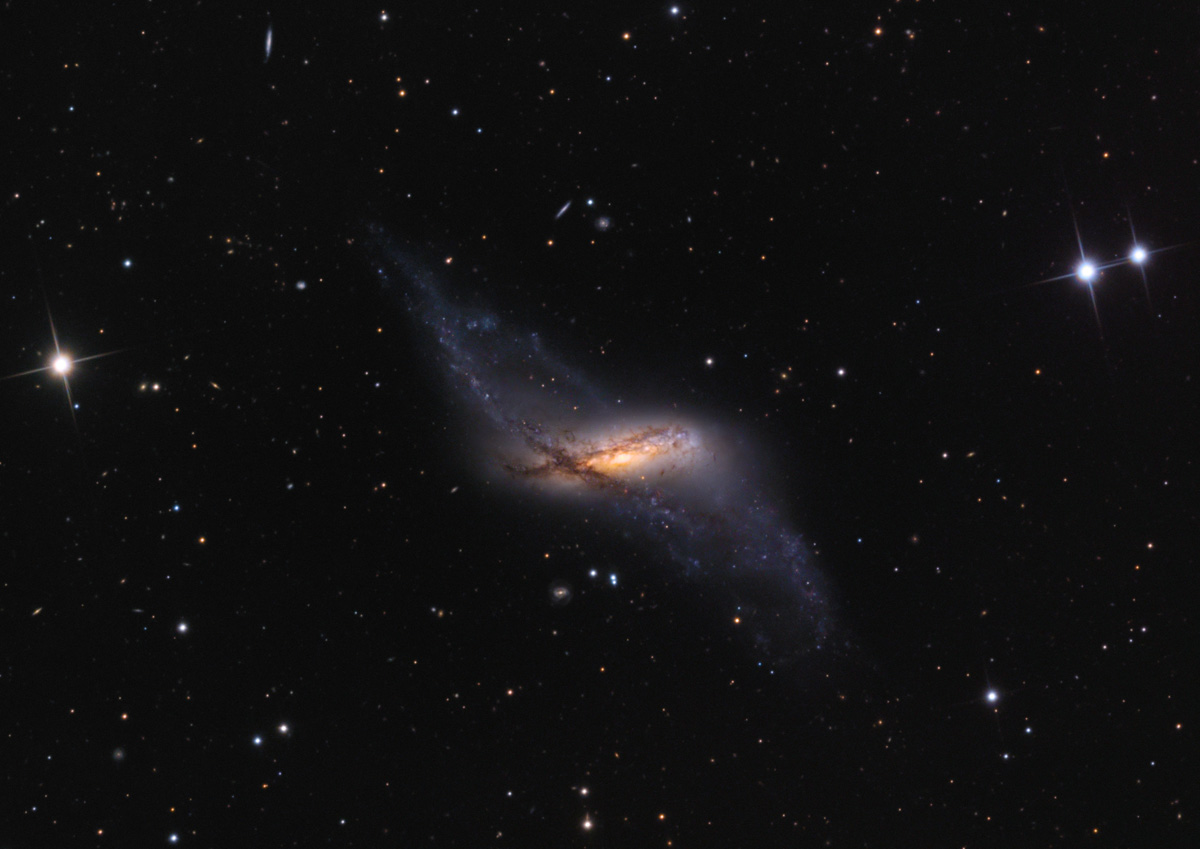
NGC 660 i Fiskarna, en polär ringgalax.

Polär ringgalax är en ovanlig typ av galax som är försedd med en yttre ring av gas och stjärnor, belägen i ett annat plan än galaxens skiva.
Ringen har vanligen större diameter än skivan. Ringens plan går genom skivans mittpunkt, varvid det bildar en stor vinkel mot skivans plan, så att ringen befinner sig nära galaxens pol, därav namnet.
Polära ringgalaxer hör oftast till galaxtypen S0 (linsformiga galaxer), men undantag finns. Av närbelägna S0-galaxer är ungefär 0,5% polära ringgalaxer.

## Uppkomst
Ringen anses ha uppkommit genom att två galaxer har påverkat varandra gravitationellt. Det finns två teorier om hur detta skett. Den ena teorin är att en förbipasserande galax har slitit loss material från skivan, så att detta material har hamnat i en omloppsbana i ett annat plan och bildat ringen. Den andra teorin är att två galaxer kolliderat, och att material från den mindre galaxen har lagt sig i en omloppsbana i ringens plan.

## Katalog
De första polära ringgalaxerna upptäcktes 1978. Kända polära ringgalaxer tillsammans med bilder från Sloan Digital Sky Survey har samlats i en katalog, Sloan Polar-Ring Catalogue. Den senaste reviderade versionen av denna katalog innehåller 275 kandidater, varav 70 klassas som bästa kandidater, 115 som goda kandidater, 53 som relaterade objekt och 37 är objekt som ses “face-on”, d.v.s. vinkelrätt mot skivan.

## Exempel
| Bild | Galax                                      | Galaxtyp        | Ref.              |
| ---- | ------------------------------------------ | --------------- | ----------------- |
|      | Centaurus A                                |                 |                   |
|      | NGC 2685 (UGC 4666, Arp 336, Helix Galaxy) | Linsformig (S0) | [ 4 ] [ 5 ]       |
|      | NGC 4650A (ESO 322-IG69, AM 1241-402)      | Linsformig (S0) | [ 5 ] [ 6 ] [ 7 ] |
|      | NGC 660                                    |                 |                   |
|      | A0136-0801                                 | Linsformig (S0) | [ 5 ] [ 3 ]       |
|      | AM 1934-563                                | Spiral          | [ 8 ]             |
|      | ESO 415-G26 (AM 0226-320)                  | Linsformig (S0) | [ 5 ] [ 7 ]       |
|      | UGC 5119 (LEDA 27383)                      | Elliptisk       | [ 9 ]             |
|      | UGC 7576                                   | Linsformig (S0) | [ 5 ]             |
|      | UGC 9796 (II Zwicky 73)                    | Linsformig (S0) | [ 5 ]             |
|      | AM 2020-504                                | Elliptisk       | [ 5 ]             |